# Denys (ambassadeur)
Denys (Διονύσιος) était un Grec du IIIe siècle av. J.-C., envoyé comme ambassadeur à la cour de l'empereur indien Ashoka, par Ptolémée Philadelphe,.
Il a été précédé dans ce rôle par Mégasthène, ambassadeur à Chandragupta Maurya, et Déimaque de Platée, ambassadeur auprès de son fils et père d'Ashoka, Bindusâra.
Denys est mentionné dans un passage de Pline l'Ancien :
« Mais l'Inde a été traitée par plusieurs autres écrivains grecs qui résidaient à la cour des rois indiens, comme Mégasthène, par exemple et par Denys, qui a été envoyé là par Philadelphe, expressément dans ce but : Développer la puissance et les vastes ressources de ces nations. » Pline l'Ancien, L'histoire naturelle, livre 6, chap. 21

## Édition
- Dionysios, On India (717), Brill's New Jacoby, Second Edition